# نیکولا استوانوویچ
نیکولا استوانوویچ (سیریلیک صربی: Никола Стевановић؛ زادهٔ ۱۳ سپتامبر ۱۹۹۸) بازیکن فوتبال اهل صربستان است.
از باشگاه‌هایی که در آن بازی کرده‌است می‌توان به باشگاه فوتبال رادنیشکی نیش اشاره کرد.
وی همچنین در تیم ملی فوتبال صربستان بازی کرده‌است.